# جمال‌الدین واعظ اصفهانی
سید جمال‌الدین واعظ ملقب به صدرالواعظین و صدرالمحققین (۱۲۷۹ قمری – ۱۳۲۶ ق) از رهبران جنبش مشروطهٔ ایران و پدر محمدعلی جمال‌زاده، نویسندهٔ ایرانی بود.

## پیشینه
جمال‌الدین از خاندان صدر بود که تبار لبنانی داشتند و در اصفهان مقیم بودند. در یک سالگی، پدرش را از دست داد و با مادرش به تهران و سپس به شیراز رفت؛ اما در ۲۰ سالگی به اصفهان برگشت و وارد فعالیت‌های سیاسی و فرهنگی شد. در آن دوره به سفارش محمدحسین کازرونی، کتاب لباس التقوا را با هدف «تبلیغ پارچه‌های وطنی» نوشت. با اوج‌گیری عدالت‌خواهی و مشروطه‌طلبی مردم به تهران آمد و در آنجا اقامت گزید.

## مشروطه و به توپ بستن مجلس
جمال‌الدین در جریان مشروطه به مشهورترین واعظ تهران تبدیل شد و سخنرانی‌های او خشم محمدعلی‌شاه را برانگیخت. نام سید جمال‌الدین واعظ به همراه ملک‌المتکلمین، میرزاجهانگیرخان و سید محمدرضا مساوات در لیست چهار نفری بود که محمدعلی‌شاه قبل از به‌توپ بستن مجلس، درخواست تبعید آن‌ها را از ایران کرده بود. جمال‌الدین واعظ همراه با ملک‌المتکلمین رهبریِ گروه‌های بزرگی از مشروطه‌گرایان را به عهده داشت.

## دستگیری و کشته شدن
در سال ۱۲۸۷ خورشیدی (۱۳۲۶ قمری)، محمدعلی‌شاه پس از آن‌که با مشروطه‌خواهان و مجلس از در مخالفت درآمد، مرکز فرماندهی خود را در باغشاه قرار داد، شاه با این کار می‌خواست از شهر بیرون رفته و در باغشاه لشکر بیاراید و به آسانی با مشروطه نبرد کند.

محمدعلی‌شاه دست‌خطی بدین شرح داد: 
«جناب اشرف مشیرالسلطنه، چون هوای تهران گرم و تحملش بر ما سخت بود از اینرو به باغشاه حرکت فرمودیم، پنجشنبه ۴ جمادی‌الاولی، عمارت باغشاه.»
 سپس هشت تن از آزادی‌خواهان را فراخواند که شش تن از آنان بدین شرح نام برده می‌شوند: جهانگیرخان صور اسرافیل، سید محمدرضا مساوات شیرازی، ملک‌المتکلمین، سید جمال‌الدین واعظ اصفهانی، بهاءالواعظین و میرزا داودخان. ولی مجلس با این درخواست مخالفت داشت و سرانجام در اثر ایستادگی و سرپیچی از فرمان شاه، مجلس به توپ بسته شد. وکلا از مجلس پراکنده شدند، سید عبدالله بهبهانی و ملک‌المتکلمین و میرزا جهانگیرخان و چند تن دیگر را سربازان دستگیر کردند و به باغشاه بردند. در باغشاه ملک‌المتکلمین و میرزا جهانگیرخان را به قتل رساندند.
جمال‌الدین واعظ اصفهانی پس از واقعهٔ به‌توپ بستن مجلس با لباس مبدل و به قصد رفتن به نجف راهی همدان شده و به مظفرالملک که یکی از دوستان وی بود پناهنده گردید، ولی وی به او خیانت نموده و او را به بروجرد فرستاد و به دستور محمدعلی‌شاه قاجار توسط حاکم بروجرد در این شهر کشته شد. از اتهامات او مشارکت در نگارش کتابچهٔ ضد استبدادی «رؤیای صادقه» بود.

## دین
جمال‌الدین واعظ اصفهانی، مانند ملک‌المتکلمین و احمد روحی، یکی از بابیان مشروطه‌خواه بود.
هما ناطق واعظ اصفهانی را یکی از رهبران ازلی مشروطیت ایران می‌داند.
ایرانیکا نیز او را از نخستین اعضای حلقه‌ای کوچک، ولی اثرگذار از معتقدان (بابی) ازلی آورده که شامل یحیی دولت‌آبادی، علی‌محمد دولت‌آبادی و ملک‌المتکلمین نیز بود.
منصوره اتحادیه عقیده دارد: «همان‌طور که نمی‌توان ازلی نبودن آقا سید جمال‌الدین را ثابت کرد، کسی هم نخواهد توانست ازلی بودن ایشان را ثابت کنند؛ چون سندی وجود ندارد که آن را بیاورند و بگویند این هم سندش. ازلی بودن یک اعتقاد است.»
در خاطرات محمدعلی جمال‌زاده گفته شده‌است: «تهمت ازلی بودن را دشمن وی آقا نجفی یعنی محمدتقی نجفی اصفهانی اولین بار به او زد که باعث ترک سید و خانواده‌اش از اصفهان شد».
این به‌خاطر کینهٔ حاکم اصفهان ظل‌السلطان در مورد نوشتن رسالهٔ رؤیای صادقه بود: «سید جمال‌الدین و ملک‌المتکلمین در انتقاد از اوضاع ایران رساله‌ای به نام رؤیای صادقه می‌نویسند و به یاری دوستی آن را در پنجاه شصت نسخه در سن پطرزبورغ چاپ می‌کنند و برای شاه و ظل‌سلطان و آقا نجفی و دیگر افراد سرشناس می‌فرستند. در این رساله روحانیون بانفوذ اصفهان و ظل‌سلطان در روز قیامت در پیشگاه عدل الهی قرار گرفته‌اند.»

## آثار
- «لباس التقوی»
- پاره‌ای از سخنرانی‌های او در روزنامه‌ای به نام الجمال چاپ شد.

## آرامگاه

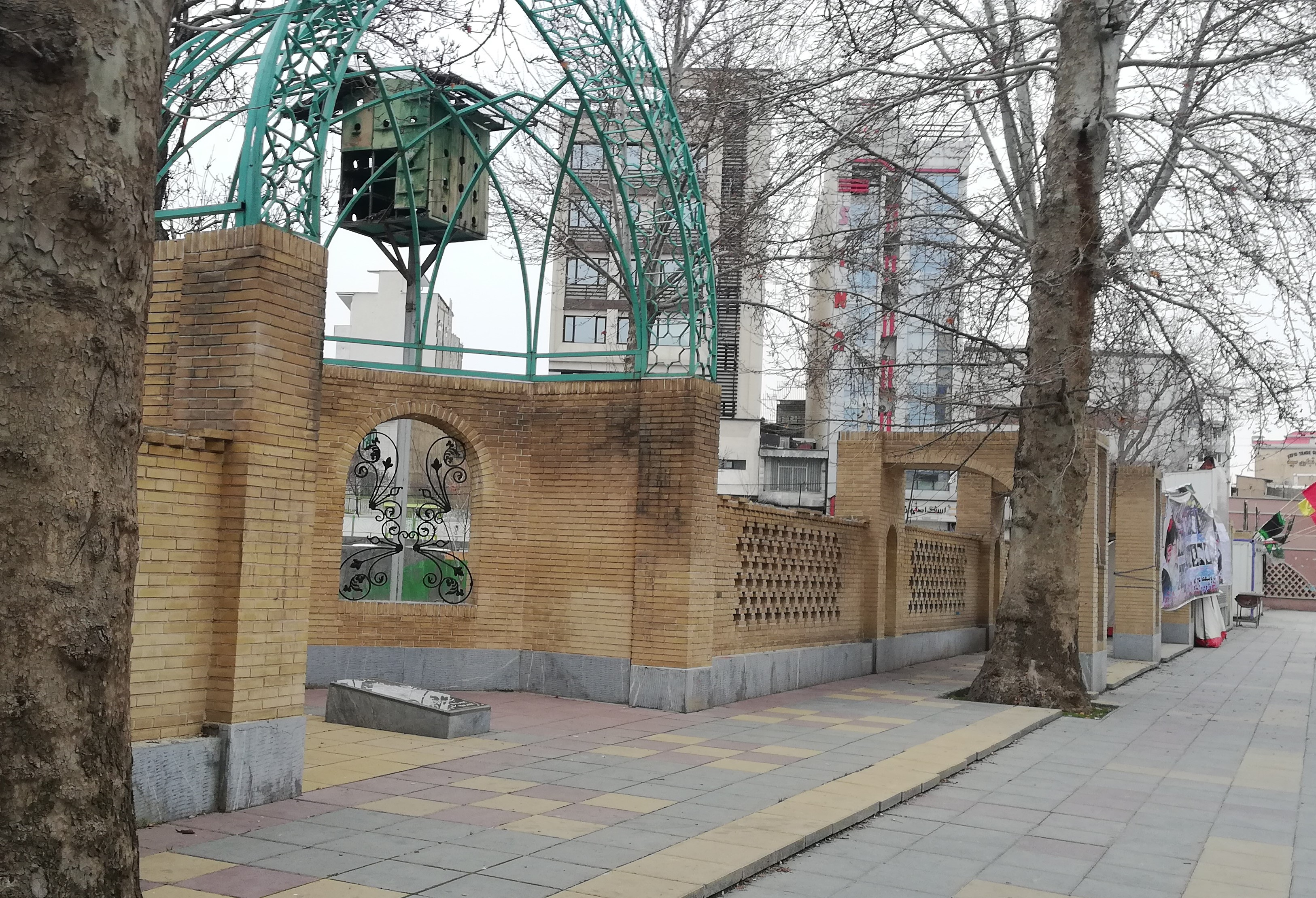
مقبرهٔ جمال‌الدین واعظ اصفهانی در خیابان بهار بروجرد

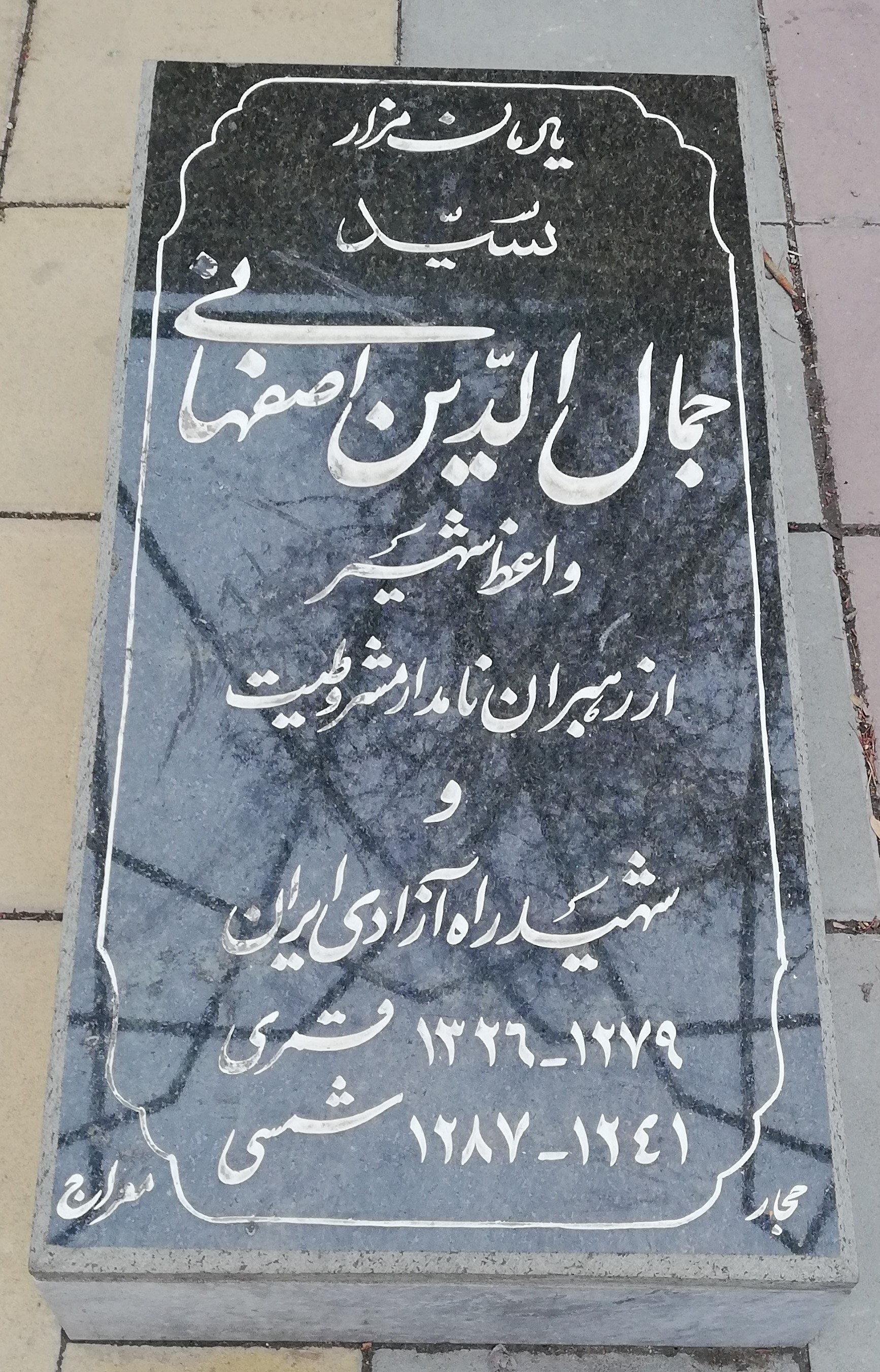
سنگ مزار سید جمال‌الدین واعظ اصفهانی

آرامگاه او در بروجرد به نام جمالیه، معروف است.